# 樺太庁始政三十回記念樺太拓殖共進会
樺太庁始政三十回記念樺太拓殖共進会（からふとちょうしせいさんじゅっかいきねんからふとたくしょくきょうしんかい）とは、1936年（昭和11年）8月11日から25日にかけて開催された行事。

## 概要
樺太領有30周年を記念して開催された博覧会。施設の総指揮者として栄米治が任命された。豊原町と大泊町に会場が設けられた。

## パビリオン
- 本館[2]
- 島内各種生産物
- 第二会館
- 近代文化館
- 府県館
- 第三会館
- 郷土趣味及美術館
- 第四会館
- 歴史館
- 第五会館
- 畜産館
- その他陸軍館
- 農芸館
- 演芸館 - 大泊港音頭や大泊小唄[3]などが披露されたほか、豊原放送局よりラジオドラマ「悲恋塚」などが放送された[4]。
- 特設館
- 各用剪業館
- 動物園
- 子供の庭
- 噴水塔
- ラジオ塔
- 各種広告塔
- 各種即實館

### 大泊
- 水族館 - 付近で見られる魚や内地産の珍魚などを集めた。アザラシやオットセイ、ウミガラスなどが展示されているプールも設置された[5]。
- 水産本館
- 交通館
- 府県館
- 海軍館
- 有料食堂
- 有料売店
- 無料休憩所
- 倉庫
- 知取館
- 演芸館
- 噴水
- 広告塔（三機商会・サッポロビール)
- 子供汽車停車場 - 日本陸軍鉄道連隊A/B形蒸気機関車のA系のみを用いて、北海タイムス（当時）から提供された客車4両を牽引して円形に敷かれた軌道を走行した[6]。

## ラジオ放送
開催中の8月23日午後7時30分から8時25分にかけて、報知新聞社主催｢樺太の夕」がラジオ放送された。豊原町樺太劇場より拓務大臣の永田秀次郎と樺太庁長官の今村武志による講演、永井柳太郎による講演、唱歌と童謡、ギリヤーク人である上村力太郎（ホニャッカ）、 宝部石太郎（アッコーノ）ほか2人による俗歌とトングル演奏、民謡などの番組が放送された。豊原から札幌まで、1934年12月に完成した内地樺太間連絡電話線を用いて全国に放送された。

## 各種表彰
- 堂前大正 - 醸造業での名誉を称えて名誉賞牌を授賞[11]。
- 山本省吾